# Vicelinus
Sint-Vicelinus, ook bekend als Vicelin, Wissel, Witzel en Vizelin, (Hamelen, ca. 1090 – Neumünster, 12 december 1154) was een bisschop van Oldenburg in Holstein, theoloog, priester en missionaris onder de Oost-Holsteinse Slaven en wordt als heilige vereerd in de Rooms-Katholieke Kerk. Ook binnen de protestantse kerk van Duitsland wordt Vicelinus herinnerd als een gedenkwaardige getuige van het geloof.

## Levensbeschrijving

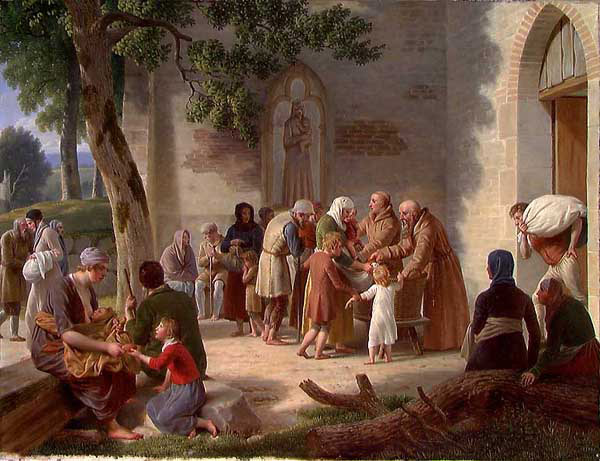
Vicelinus deelt brood uit aan behoeftigen (naar een olieverfschilderij van Eckersberg)

Vicelinus werd rond 1090 geboren in de Nedersaksische plaats Hamelen en werd al op vroege leeftijd wees. Hij werd vervolgens opgevoed door zijn oom Ludolf, die priester was in een naburig dorp. Na enkele jaren studie in Paderborn kwam hij in 1118 naar Bremen, waar hij vier jaar werkte als scholaster. Vervolgens ging hij nog enige tijd naar het Franse Laon om zijn studie te voltooien, totdat hij in 1126 terugkeerde naar Duitsland, waar hij in Maagdenburg door aartsbisschop Norbert van Xanten tot priester werd gewijd.
Vicelinus hoopte dat aartsbisschop Norbert hem als missionaris naar de Slaven zou zenden, maar nadat zijn wens niet werd ingewilligd vertrok hij naar Bremen en liet zich door aartsbisschop Adalbero als missionaris naar Liubice (oud-Lübeck) uitzenden. Wegens de dood van de Abodritische vorst Hendrik in 1127 en de daaruit voortvloeiende stammentwisten over de opvolging, werd het werk van Vicelinus onmogelijk gemaakt en moest hij zijn missie-activiteiten staken.
Daarop vertrouwde aartsbisschop Adalbero hem de zielszorg toe van het aangrenzende gebied van het Holsteingouw. Samen met gelijkgezinden richtte Vicelinus er in het voorjaar van 1127 het Augustijner koorherenstift Neumünster op. In het jaar 1134 liet keizer Lotharius III de vesting Segeberg stichten. De daar gebouwde kerk diende als verdere missiebasis, van waaruit Vicelinus drie jaar lang in het gebied van de Abodriten het evangelie verkondigde.
Door veroveringen in de jaren 1138 en 1139 kwamen de gebieden van de Abodritische deelstammen van de Wagren en de Polaben onder Duitse heerschappij. Vanuit Westfalen en de gebieden aan de Noordzee begonnen mensen het veroverde gebied te kolonialiseren. Na de succesvolle kruistocht van de Saksische, Deense en Poolse vorsten tegen de West-Slaven (Wenden) in 1147 zag de nieuwe aartsbisschop Hartwig I  kans om de tijdens de Slavenopstand van 1066 verloren gegane Abodritische bisdommen Oldenburg, Ratzeburg en Mecklenburg in ere te herstellen. 
Op 25 september 1149 werd Vicelinus (samen met de Mecklenburgse bisschop Emmehard) door aartsbisschop Hartwig tot bisschop van Oldenburg gewijd, maar daarmee raakte Vicelinus ook verwikkeld in de strubbelingen tussen aartsbisschop Hartwig en Hendrik de Leeuw. Hertog Hendrik, die buiten deze benoeming was gehouden, maakte aanspraak op het recht van investituur en blokkeerde het inkomen van Vicelinus. Pas tegen het einde van 1150, nadat Vicelinus reeds zwaar getroffen was door een beroerte, zag Vicelinus de deplorabele staat van zijn bisdom onder ogen en onderwierp hij zich tegen de wil van de aartsbisschop aan het door hertog Hendrik opgeëiste recht van investituur. Daarmee wist hij zich echter wel de nodige politieke steun voor zijn zendingswerk te verschaffen. Hendrik de Leeuw voorzag op zijn beurt het bisdom bovendien onmiddellijk van voldoende materiële ondersteuning van het bisdom. Als nieuwe missiebasis kreeg Vicelinus het dorp Bosau toegewezen, waar hij direct met de bouw van de Petruskerk begon.
In 1152 werd Vicelinus tijdens een oponthoud in Neumünster getroffen door een tweede, nog zwaardere hersenbloeding. Vicelinus overleed op 12 december 1154 in Neumünster, na een periode van ernstig lijden van tweeënhalf jaar. Daar werd hij ook begraven. Na zijn heiligverklaring werd zijn overschot in de kerk van het intussen van Neumünster naar Bordesholm verplaatste koorherenstift overgebracht. Tegenwoordig is niet meer bekend waar zijn graf is.

## Kerken
In Holstein worden een aantal kerken, die hun ontstaan aan de missie van Vicelinus te danken hebben, Vicelinuskerken genoemd. Vaak betreffen het dorpskerken en meestal werden ze met veldstenen opgericht. Vicelinuskerken staan in Bad Segeberg, Bornhöved, Pronstorf, Bosau, Neukirchen, Ratekau, Bad Schwartau (Rensefeld), Süsel, Warder en Bad Oldesloe. Voorts zijn er naar Vicelinus benoemde kerken in Lübeck, Nordersted, Hamburg-Sasel en Neumünster.